# Adsalluta
Adsalluta ist eine norische, möglicherweise illyrische Göttin der keltischen Mythologie. Sie ist eine Flussgöttin und Göttin der Stromschnellen.
Adsalluta wird in Votivinschriften überwiegend aus dem Dorf Sava beim Fluss Save genannt. In mehreren dieser Inschriften wird sie zusammen mit Savus, dem Flussgott des in der Antike Savus genannten Flusses, erwähnt. Es wurde vermutet, dass sie die Personifizierung der Savinja, eines Nebenflusses der Save, ist.